# Антродоко
Антродо̀ко (на италиански: Antrodoco, на местен диалект Ndreócu, Ндреоку) е малко градче и община в Централна Италия, провинция Риети, регион Лацио. Разположено е на 525 m надморска височина. Населението на общината е 2704 души (към 2010 г.).